# AlfaView
AlfaView var en dansk virksomhed, der specialiserede sig i salg og produktion af LCD- og plasmafjernsyn.
Deres specialisering gjorde dem unikke på det danske marked, idet konkurrenterne enten var hi-fi-butikker, eller supermarkeder, der også sælger en lang række andre produkter.
Virksomheden blev grundlagt af Ole de Leeneer i 2003. Primo juni 2006 havde man ni forretninger, og forventede at åbne yderligere to inden for kort tid. Desuden foretog man salg via firmaets websted.
AlfaView gik konkurs d. 19. juni 2007, efter at en koreansk leverandør til selskabet også gik konkurs.